# Carmen Navarro Sánchez
Carmen Navarro Sánchez (Almería, 1887-Ugíjar, 1956) fue una matrona represaliada tras la guerra civil española.

## Trayectoria
Se formó como practicante en la Facultad de Medicina de Granada. Formó parte de los fundadores del Colegio de Auxiliares en Medicina y Cirugía de la provincia en 1917. En 1919 obtuvo el primer puesto en unas oposiciones para la Casa-cuna de Granada, pero la Comisión Provincial le negó el cargo y este le fue dado a un hombre. Tras dos años de litigios, logró ser readmitida con el nombramiento titular correspondiente. Desde 1921 trabajó en el Hospital y en la Asistencia Pública Domiciliaria hasta 1939, en que fue apartada de su puesto al ser depurada por el régimen franquista.
En los años veinte, las matronas reivindicaron una mayor autonomía laboral y la ampliación de su plan de estudios de dos a tres años. En agosto de 1920, al amparo de la Ley de Asociaciones, Josefa Fernández Tripiana solicitó al gobernador civil de Almería la constitución de la Sociedad Matronal de Almería pero no le fue permitida. Dos años después, Fernández Tripiana lo volvió a pedir apoyada por cinco matronas más, entre ellas Navarro Sánchez, pero de nuevo, le fue denegada.
Obtuvo el título de matrona en 1928, ocupando el cargo de secretaria del Colegio de Matronas. Se afilió al Partido Republicano Radical y al Sindicato de Funcionarios Provinciales y al de Matronas, ligado a la Unión General de Trabajadores (UGT), donde fue presidenta. Cuando se produjo el golpe de Estado, Navarro Sánchez estaba trabajando como practicante en el Hospital Provincial de Almería.
En 1931 era militante del Sindicato La Salud, que pedía la implantación de la jornada legal de ocho horas, un aumento de sueldo y la expulsión de las religiosas de las instituciones sanitarias. Durante la guerra perteneció a la Asociación de Mujeres Antifascistas, visitando los frentes, llevando ropa y comida a los milicianos. Participó en mítines del Partido Republicano Radical, del que fue parte de la directiva desempeñando cargos de responsabilidad.
Al terminar la guerra, fue detenida y procesada judicialmente. Se le acusó de haber estado afiliada a partidos y sindicatos de izquierda, de participar en saqueos de conventos y de liderar manifestaciones y actos de propaganda marxista. También fue acusada de haber asaltado la capilla del hospital de la provincia de Almería y atender a varias monjas en sus partos.
En sentencia dictada en Almería en mayo de 1940, fue condenada a cadena perpetua. En abril de 1944, pasó a la situación de libertad condicional, estableciendo su residencia en Laroles. Durante su condena redimió pena por su trabajo como practicante y, a propuesta de la Comisión Central de Examen de Penas, le fue conmutada la pena impuesta por la de veinte años y un día de cárcel. Se le concedió el indulto el 8 de febrero de 1946. Su hijo, que fue presidente del sindicato metalúrgico de UGT y afiliado al Partido Comunista, fue condenado a muerte, acusado de rebelión militar por adhesión, pero no llegó a ser ejecutado porque cuando fue a cumplirse la sentencia ya había fallecido en la enfermería de la prisión.
Tras una larga lucha en los tribunales consiguió que se anulara la propuesta del Juez Instructor de la Comisión de depuración y le fueron reconocidos los años de servicio sanitarios prestados hasta la fecha de su cese del Hospital.
Falleció en 1956 en la localidad de Ugíjar.

## Causas de la represión
El papel singular de las matronas hizo que fueran un colectivo represaliado especialmente ya que, a diferencia de la mayoría de las mujeres, las matronas poseían niveles educativos superiores y desempeñaban un rol crucial en la salud reproductiva femenina. Esto las situó en un lugar controvertido para el régimen franquista, ya que su influencia podía considerarse una amenaza para la moralidad y el ideal de mujer sumisa promovido por Estado.
Además, su independencia económica las apartaba del modelo tradicional. Su implicación en prácticas como el control de natalidad o abortos las convertía en figuras aún más peligrosas para los valores defendidos por el régimen, que buscaba una regeneración moral y demográfica del país. Esta particularidad las asemeja a las maestras y maestros, también vistos como potenciales agentes de influencia ideológica contraria al régimen.